# Фаруська діоцезія
Фару́ська діоце́зія (лат. Dioecesis Pharaonensis; порт. Diocese do Algarve) — діоцезія римського обряду Католицької церкви в Португалії, з центром у місті Фару.  Входить до складу Еворської церковної провінції. Суфраганна діоцезія Еворської архідіоцезії. Заснована 30 березня 1557 року. Голова — єпископ Фаруський. Центральний храм — Фаруський собор.  Площа — 5,071 км². Населення — 400,000 ос.; з них католики — 350,000 ос. (87.5%). Чинний голова — Мануел Нету Квінташ, єпископ Фаруський.

## Назва
- Фару́ська діоце́зія (лат. Dioecesis Pharaonensis) — латинська назва за місцем єпископської катедри Фару.
- Агла́рвська діоце́зія (порт. Diocese do Algarve) — портгуальська назва за регіоном Алгарве.
- Алга́рвське єпи́скопство (порт. Bispado do Algarve)
- Сі́лвеська діоце́зія (лат. Dioecesis Cilpensis; порт. Diocese de Silves) — назва у 1253—1557 роках.
- Сі́лвеське єпи́скопство (лат. Bispado de Silves)

## Історія
Створена у IV столітті. Знищена під час мусульманської навали. Перезаснована 1253 року як Сілвеська діоцезія з центром у Сілвеші. Підпорядковувалася Бразькій архідіоцезії, з 1393 року —  Лісабонській архідіоцезії, з 1540 року — Еворській архідіоцезії. 30 березня 1557 року єпископська катедра перенесена з Сілвеша до Фару; назва змінилася на сучасну.

## Єпископи
- 1373—1379: Мартін Саморський
- Мануел Нету Квінташ

## Статистика
Згідно з «Annuario Pontificio» і Catholic-Hierarchy.org:
| Рік  | Населення | Населення | Населення | Священики | Священики | Священики | Священики           | Диякони | Ченці    | Ченці | Парафії |
| Рік  | католики  | загалом   | %         | загалом   | секулярні | ченці     | вірних на священика | Диякони | чоловіки | жінки | Парафії |
| ---- | --------- | --------- | --------- | --------- | --------- | --------- | ------------------- | ------- | -------- | ----- | ------- |
| 1950 | 303.747   | 317.628   | 95,6      | 66        | 66        |           | 4.602               |         |          | 21    | 67      |
| 1970 | 310.950   | 314.841   | 98,8      | 84        | 76        | 8         | 3.701               |         | 9        | 46    | 71      |
| 1980 | 287.500   | 315.000   | 91,3      | 79        | 64        | 15        | 3.639               |         | 17       | 51    | 71      |
| 1990 | 378.000   | 420.000   | 90,0      | 67        | 58        | 9         | 5.641               |         | 12       | 75    | 73      |
| 1999 | 325.000   | 366.329   | 88,7      | 64        | 47        | 17        | 5.078               |         | 20       | 102   | 76      |
| 2000 | 330.000   | 366.329   | 90,1      | 71        | 55        | 16        | 4.647               |         | 18       | 93    | 76      |
| 2001 | 330.000   | 366.329   | 90,1      | 70        | 54        | 16        | 4.714               | 7       | 18       | 91    | 77      |
| 2002 | 340.000   | 391.819   | 86,8      | 64        | 49        | 15        | 5.312               | 7       | 17       | 91    | 77      |
| 2003 | 340.000   | 391.819   | 86,8      | 62        | 47        | 15        | 5.483               | 7       | 17       | 89    | 77      |
| 2004 | 340.000   | 391.819   | 86,8      | 60        | 44        | 16        | 5.666               | 7       | 18       | 88    | 78      |
| 2006 | 350.000   | 400.000   | 87,5      | 63        | 45        | 18        | 5.555               | 6       | 20       | 92    | 78      |